# Acanthocinus spectabilis
Acanthocinus spectabilis es una especie de escarabajo longicornio del género Acanthocinus, tribu Acanthocinini, subfamilia Lamiinae. Fue descrita científicamente por 
LeConte en 1854.
La especie se mantiene activa durante los meses de junio, julio, agosto y septiembre.

## Descripción
Mide 18-26 milímetros de longitud.

## Distribución
Se distribuye por Estados Unidos y México.